# Gometra
Gometra (Gòmastra en gaèlic) és una petita illa de les Hèbrides Interiors, situada al nord-oest d'Escòcia. Es troba al sud-oest de l'illa de Mull, just al nord-est d'Ulbha, amb la que hi està connectada per un pont o, quan baixa la marea, per una platja.
La població a l'illa va arribar als 100 habitants. Les restes històriques a Gometra inclouen un vell cementiri. L'illa no té escoles, metges i servei postal. Es creu que el seu nom prové del mot en nòrdic antic Goðrmaðray (que significa "illa del sacerdot guerrer" o bé del gaèlic escocès Gu mòr traigh (que significa "només en marea baixa").

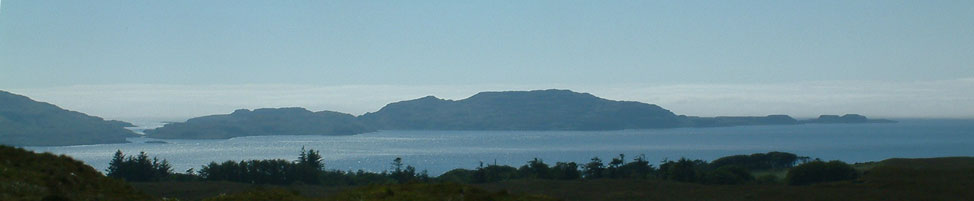
Vista de Gometra des de l'illa de Mull.